# Karl Mager
Karl Wilhelm Eduard Mager (* 1. Januar 1810 in Gräfrath; † 10. Juni 1858 in Wiesbaden) war ein bedeutender deutscher Schulpädagoge und Schulpolitiker in den 1840er Jahren. Zudem war er Literatur- und Sprachwissenschaftler. Mager ist für die Sozialpädagogik bedeutsam, da er den Begriff „Social-Pädagogik“ als Erster verwendet hat. Aus der hegelschen Denkrichtung kommend wird Mager heute meist dem Herbartianismus zugerechnet.

## Leben
Karl Mager wurde als Sohn eines Schneiders geboren. In der Schule fiel der aus ärmlichem Elternhaus stammende Junge seinem Lehrer auf, der ihm fortan Sonderunterricht erteilte. Ein weiterer Lehrer bereitete ihn später auf das Examen zur Aufnahme auf ein Gymnasium in Düsseldorf vor.:245 1828 begann er ein naturwissenschaftliches, philologisches und philosophisches Studium an der Universität Bonn, wo er Alexander von Humboldt kennenlernte, der ihn 1829 mit auf seine Reise nach Russland nahm. 1830 setzte er sein Studium der Geschichte und Romanistik in Paris fort, wo er unter anderem Lehrveranstaltungen bei François Guizot besuchte. In Berlin beendete er 1834 sein Studium mit Staatsexamen als Gymnasiallehrer, vermutlich mit einer Dissertation „De nova piscium distributione“, die jedoch verschollen ist.
1833 übernahm Mager für ein Jahr eine Stelle als Hauslehrer in Mecklenburg; inzwischen erschien sein erstes Werk Versuch einer Geschichte und Charakteristik der französischen Nationalliteratur, das ihn zunächst unter den Gelehrten bekannt machte, dem jedoch eine Reihe von Plagiaten nachgewiesen werden konnte. 1835 wurde er Lehrer am Friedrich-Wilhelms-Gymnasium in Berlin, das von August Spilleke geleitet wurde und ein humanistisches Gymnasium mit Real- und höherer Töchterschule war. 1837 erhielt Mager eine Professur für Deutsche Sprache am Collège in Genf und übersiedelte in die Schweiz. Schon 1838 stellte er ein Entlassungsgesuch, scheiterte dann aber bei der Übernahme des Lehrstuhls für Philosophie an der Universität Lausanne, da man ihn fälschlicherweise als kategorischen Hegelianer ansah. 1839 bekam er den Titel Edukationsrat verliehen; 1840 erhielt er die Mitgliedschaften im Frankfurter Gelehrtenverein für Deutsche Sprache und in der Akademie gemeinnütziger Wissenschaften zu Erfurt. 1842 wurde Mager Professor für Französisch an der Kantonsschule in Aarau. Aus diesem Schulamt schied er aber schon 1844 nach seiner Heirat mit Mathilde von Heldreich wieder aus und zog in die Nähe von Zürich um.
1846 und 1847 nahm Mager an verschiedenen Lehrerversammlungen, u. a. in Gotha, teil und wurde 1848 Direktor der Bürgerschule in Eisenach – dem heutigen Ernst-Abbe-Gymnasium (Eisenach), Inspektor des Lehrerseminars in Weimar und Berater des Schulministeriums. Einer seiner Mitarbeiter schrieb über ihn: „Er verfügte über sein umfangreiches, gelehrtes Wissen [...] mit größter Leichtigkeit und Sicherheit, hatte ein vorzügliches Gedächtnis, große Geschicklichkeit im Combiniren nebst einer guten Dosis Humor. Dieses gab seinem Wesen eine gewisse Originalität, wodurch sein Unterricht doppelt anziehend wurde.“:246 Bereits 1852 musste er den Schuldienst jedoch aus Gesundheitsgründen aufgeben, zog 1854 nach Dresden und 1856 zur Kur nach Wiesbaden um, wo er 1858 an einem Rückenmarksleiden starb, an dem er 20 Jahre lang gelitten und das schließlich zur Lähmung geführt hatte.:246

## Leistungen
Magers Bedeutung für die Pädagogik ist vielfältig: Auf ihn geht die Begründung des didaktischen Prinzips „genetische Methode“ zurück. Zur Systematik der Pädagogik steuerte er das Prinzip „Relative Pädagogik“ in Abgrenzung zur Allgemeinen Pädagogik bei. 1844 prägte er den Begriff „Social-Pädagogik“ (Sozialpädagogik) als Synthese aus Individualpädagogik und Staats- bzw. Kollektivpädagogik. Mager gilt als ein Hauptvertreter der Bürgerschulen – vor allem mit seiner Schrift: Die deutsche Bürgerschule (1840) –, mithin als ein Begründer des Realschulwesens. Als politischer Pädagoge stritt er heftig für das Prinzip „selfgovernment“ (Selbstverwaltung) und dementsprechend für staatsfreie Schulen. Von 1840 bis 1848 gab Mager die von ihm gegründete und europaweit verbreitete Zeitschrift Pädagogische Revue heraus.

„Die Bürger-, ja die Volksschulen sind so gut wie die Gymnasien Bildungsanstalten; wie qualitativ und quantitativ nun aber auch die Bildung, welche das Gymnasium erzielt, von der, welche Bürger- und Volksschule erzeugt, verschieden sein mag: die Intelligenz der Schüler ist in allen diesen Schulen dieselbe, es gibt keine Paria und soll keine geben.“

## Werke
- Heinrich Kronen (Hrsg.): Gesammelte Werke in zehn Bänden. Baltmannsweiler 1984–1991.
- gesamte Jahrgänge der Pädagogischen Revue in der Bibliothek für Bildungsgeschichtliche Forschung des DIPF.

## Archivalien
- Bestand im Stadtarchiv Solingen (Link nicht mehr vorhanden)
- Stadtarchiv Solingen: „Solinger Mager-Archiv“[4]